# Waihora (rivière)
La rivière Waihora  (en anglais : Waihora River) est un cours d’eau de la région de   Gisborne dans l’Île du Nord de la Nouvelle-Zélande.

## Géographie
Elle s’écoule généralement vers l’ouest à partir de sa source dans une zone de collines abruptes au sud-ouest de la  baie de Tolaga pour atteindre le fleuve Waipaoa au niveau de la ville de Te Karaka. 
(en) Land Information New Zealand, « détail emplacement: Waihora (rivière) », sur New Zealand Gazetteer